# Élections législatives de 1924 dans les Deux-Sèvres
Les élections législatives de 1924 dans les Deux-Sèvres ont eu lieu les 11 et 25 mai.

## Élus
|   | Député sortant          |  | Groupe parlementaire              | Député élu       |  | Groupe parlementaire          |
| - | ----------------------- |  | --------------------------------- | ---------------- |  | ----------------------------- |
| 1 | Louis de Puineuf        |  | Entente républicaine démocratique | Louis Demellier  |  | Radical et radical-socialiste |
| 2 | Émile Marot             |  | Républicains de gauche            | André Goirand    |  | Radical et radical-socialiste |
| 3 | Gaston Deschamps        |  | Républicains de gauche            | André Jouffrault |  | Radical et radical-socialiste |
| 4 | Georges de Talhouët-Roy |  | Indépendants de droite            | Joseph Chacun    |  | Parti socialiste              |
| 5 | Paul Mercier            |  | Action républicaine et sociale    | René Richard     |  | Radical et radical-socialiste |

## Résultats à l'échelle du département

### Par listes
| Listes         | Listes                                         | Premier tour | Premier tour | Sièges |
| Listes         | Listes                                         | Voix         | %            | Sièges |
| -------------- | ---------------------------------------------- | ------------ | ------------ | ------ |
|                | Liste d'Union des Gauches                      | 48 671       | 56,63        | 5      |
|                | Liste nationale d'Union nationale républicaine | 35 093       | 40,83        | 0      |
|                | Liste du Bloc ouvrier-paysan                   | 1 349        | 1,57         | 0      |
|                |                                                |              |              |        |
| Inscrits       | Inscrits                                       | 99 169       | 100,00       | 5      |
| Votants        | Votants                                        | 87 433       | 88,17        |        |
| Abstention     | Abstention                                     | 11 736       | 11,83        |        |
| Blancs et nuls | Blancs et nuls                                 | 1 489        | 1,70         |        |
| Exprimés       | Exprimés                                       | 85 944       | 98,30        |        |

### Par candidats
| Candidat       | Candidat                | Tendance       | Voix   | %      |
| -------------- | ----------------------- | -------------- | ------ | ------ |
|                | Louis Demellier         | PRRRS          | 49 275 | 57,33  |
|                | André Goirand           | PRRRS          | 48 869 | 56,86  |
|                | André Jouffrault        | PRRRS          | 49 077 | 57,10  |
|                | Joseph Chacun           | SFIO           | 47 611 | 55,40  |
|                | René Richard            | PRRRS          | 48 523 | 56,46  |
|                |                         |                |        |        |
|                | Louis de Puineuf        | FR             | 34 734 | 40,41  |
|                | Émile Marot             | PRDS           | 34 517 | 40,16  |
|                | Gaston Deschamps        | PRDS           | 35 443 | 41,24  |
|                | Georges de Talhouët-Roy | FR             | 34 774 | 40,46  |
|                | Paul Mercier            | Droite         | 35 996 | 41,88  |
|                |                         |                |        |        |
|                | Boisson                 | PC-SFIC        | 1 374  | 1,60   |
|                | Benard                  | PC-SFIC        | 1 350  | 1,57   |
|                | Sitaud                  | PC-SFIC        | 1 348  | 1,57   |
|                | Tricoche                | PC-SFIC        | 1 321  | 1,54   |
|                | Violleau                | PC-SFIC        | 1 350  | 1,57   |
|                |                         |                |        |        |
| Inscrits       | Inscrits                | Inscrits       | 99 169 | 100,00 |
| Votants        | Votants                 | Votants        | 87 433 | 88,17  |
| Abstentions    | Abstentions             | Abstentions    | 11 736 | 11,83  |
| Blancs et nuls | Blancs et nuls          | Blancs et nuls | 1 489  | 1,70   |
| Exprimés       | Exprimés                | Exprimés       | 85 944 | 98,30  |